# Krzysztof Józef Nykiel
Krzysztof Józef Nykiel (Osjaków,  28 de febrero de 1965) es un sacerdote católico polaco, obispo titular electo de Velia y regente de la Penitenciaría Apostólica.

## Biografía
Nació en Osjaków, Polonia, el 28 de febrero de 1965. 

### Formación
En 1984 aprobó el examen de bachillerato y entró en el Seminario Teológico Superior de Łódź, donde estudió filosofía y teología.
El 21 de mayo de 1990 consiguió la licenciatura en Teología por la Academia Teológica de Varsovia, hoy Universidad “Cardenal Stefan Wyszyński”.
El 15 de mayo de 2001 obtuvo el Doctorado en Derecho Canónico por la Pontificia Universidad Gregoriana.

### Presbítero
Recibió la ordenación sacerdotal el 9 de junio de 1990, incardinándose en la arquidiócesis de Lodz.
En los años 1990-1991 fue vicario parroquial de la parroquia de la Virgen María, Reina de Polonia, en Włodzimierzów y profesor de religión dicha localidad.
Desde 1991 desarrolla actividad pastoral en la parroquia de Santa Ana de Passoscuro, en la diócesis de Porto-Santa Rufina.
Se dedica a la pastoral de los emigrantes polacos.
El 1 de octubre de 1995 inició sus servicios en la Santa Sede, primero en el Pontificio Consejo para la Pastoral de los Agentes Sanitarios (1995-2022) y, después, en la sección disciplinar de la Congregación para la Doctrina de la Fe (2002-2012).
El 20 de julio de 2001 fue nombrado Capellán de Su Santidad.
Desde el 24 de noviembre de 2005 es canónigo honorario del cabildo de la archidiócesis de Łódż.
El 18 de diciembre de 2009 fue nombrado secretario adjunto de la Comisión Internacional de investigación sobre Medjugorje.
El 3 de mayo de 2010 fue nombrado Prelado de Honor de Su Santidad y el 30 de diciembre, miembro del Colegio de los Prelados Clérigos de la Cámara Apostólica.
El 20 de diciembre de 2010 fue nombrado consultor del Pontificio Consejo para la Pastoral de los Agentes Sanitarios, ad quinquennium.
Es postulador de los procesos de beatificación y canonización, en el Dicasterio de las Causas de los Santos, de la Venerable Sierva de Dios Wanda Malczewska, de sor María Julitta Ritz y de la Sierva de Dios Stanisława Leszczyńska.
Es autor de numerosas publicaciones. Colabora habitualmente en la redacción de L’Osservatore Romano y en la sección polaca de Radio Vaticana.
El 26 de junio de 2012 fue nombrado, por papa Benedicto XVI, regente de la Penitenciaría Apostólica.
Desde el 1 de julio de 2014 es profesor invitado en la Facultad de Derecho Canónico de la Pontificia Universidad Gregoriana y desde el 16 de noviembre de 2023, en la Facultad de Teología en el Ateneo Pontificio Regina.
El 26 de junio de 2017 fue confirmado, por el papa Francisco como regente de la Penitenciaría Apostólica, in aliud qirinquennium.
Es miembro de la comisión pastoral del Jubileo de 2025.

### Obispo
El 1 de mayo de 2024 fue nombrado, por el papa Francisco, obispo titular de Velia.